# Bacia do Alto Tietê

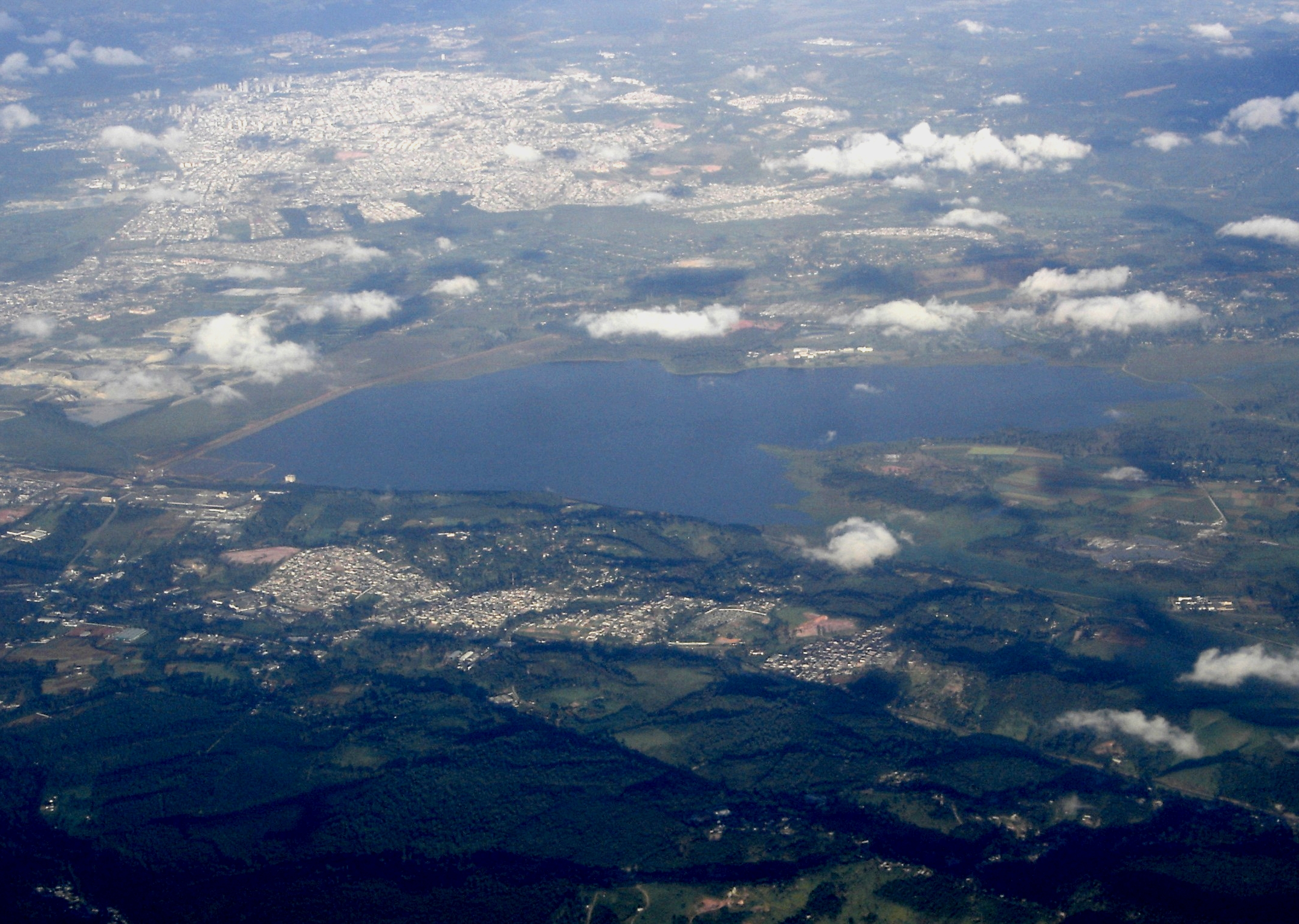
Represa de Taiaçupeba, entre Mogi das Cruzes e Suzano.

A Bacia Hidrográfica do Alto Tietê (CBH-AT) é uma bacia hidrográfica com 5 868 km² de área de drenagem, dividida em seis sub-bacias que drenam os principais rios da Região Metropolitana de São Paulo: Sub-bacia Cabeceiras, Sub-bacia Cotia-Guarapiranga, Sub-bacia Billings-Tamanduateí, Sub-bacia Juquery-Cantareira, Sub-bacia Jusante Pinheiros-Pirapora e Sub-bacia Penha-Pinheiros.

## Principais rios
- Tietê
- Pinheiros
- Tamanduateí
- Claro
- Paraitinga
- Jundiaí
- Biritiba-Mirim
- Taiaçupeba

## Principais reservatórios
- Represas do Sistema Cantareira
- Billings
- Guarapiranga
- Pirapora
- Paraitinga
- Ribeirão do Campo
- Ponte Nova
- Biritiba-Mirim
- Jundiaí
- Taiaçupeba
- Pedro Beicht

## Sistema Produtor Alto Tietê
O Sistema Produtor Alto Tietê (SPAT) é formado por reservatórios interligados através de sistemas de túneis e canais, para aumentar a captação de água para abastecimento da Região Metropolitana de São Paulo (RMSP). Este sistema funciona desde 1999, e disponibiliza 10 mil litros por segundo. A meta é alcançar 15 mil litros por segundo, com investimentos da iniciativa privada, realizados com o apoio da Sabesp.
O Sistema é responsável pelo abastecimento de cerca de 15% da população da Região Metropolitana de São Paulo e possui às seguintes finalidades: controle de vazão do rio Tietê; combate às inundações; abastecimento público da Grande São Paulo; irrigação do cinturão verde de Mogi das Cruzes e lazer. Mais de 3 milhões de moradores de alguns bairros da Zona Leste do município de São Paulo, além dos municípios de Suzano, Itaquaquecetuba, Arujá, Ferraz de Vasconcelos e Poá são atendidos diretamente por ele. O Sistema Alto Tietê também abastece parte dos municípios de Mauá , Santo André, Mogi das Cruzes e Guarulhos, municípios permissionários que compram água por atacado da Sabesp.